# 테오 앙겔로풀로스
테오도로스 "테오" 앙겔로풀로스(그리스어: Θεόδωρος Αγγελόπουλος, 1935년 4월 27일 ~ 2012년 1월 24일)는 그리스의 영화 감독이자 각본가, 영화 프로듀서이다.

## 삶
1964년부터 1967년까지 영화 비평을 하다가 장편 영화 감독이 되었다. 칸영화제에서 황금종려상과 베니스영화제에서 은사자상을 받았다.
이후 2012년 교통사고로 사망했다.

## 작품
- 《더스트 오브 타임》
- 《그들 각자의 영화관》
- 《눈물 흘리는 초원》
- <영원과 하루>